# Sanna Nielsen
Sanna Viktoria Nielsen (Edenryd, 1984. november 27. –) svéd popénekesnő. A 2014-es Melodifestivalen győztese, ő képviselte Svédországot a 2014-es Eurovíziós Dalfesztiválon, a dán fővárosban, Koppenhágában. Versenydala az Undo volt.

## Karrier
Sanna Nielsen Edenryd városában született és nőtt fel.

### Melodifestivalen
Sanna a svédországi eurovíziós válogatóversenyen, a Melodifestivalen-en hétszer vett részt. 2001-ben debütált az Igår, idag (Tegnap, ma) című dallal, és rögtön a harmadik helyen végzett. Egy év kihagyás után, 2003-ban a Hela världen för mig (Az egész világot jelenti nekem) című dalt énekelte, amely az ötödik lett. Egy újabb egy év kihagyása után, egy duettel tért vissza, Fredrik Kempével a Du och jag mot världen-t (Te és én a világ ellen) adták elő, ami a nyolcadik helyen landolt. 2007-ben a Vågar du, vågar jag (Mersz, merem) dallal vett részt. A dal a második esély fordulón keresztül továbbjutott a március 10-i stockholmi döntőbe, ahol a hetedik helyen végzett. 2008-ban az Empty Room című dallal egészen a második helyig jutott, a dal nézői szavazást meg is nyerte, de a zsűri szavazatok többségét Charlotte Perrelli Hero című száma kapta, így Charlotte utazhatott Belgrádba, a 2008-as Eurovíziós Dalfesztiválra. A 2011-es Melodifestivalen-en az I'm in Love című dallal Sanna a negyedik lett.
A 2014-es Melodifestivalen-en először a február 8-i második elődöntőben adta elő Undo című dalát, ahol az első lett, így első ágon jutott tovább a március 8-i stockholmi fináléba. A döntőben hetedik próbálkozásra sikerült győznie, így a 2014-es Eurovíziós Dalfesztiválon, Koppenhágában ő képviselhette hazáját.
| Év   | Dal                      | Helyezés |
| ---- | ------------------------ | -------- |
| 2001 | "I går, i dag"           | 3.       |
| 2003 | "Hela världen för mig"   | 5.       |
| 2005 | "Du och jag mot världen" | 8.       |
| 2007 | "Vågar du, vågar jag"    | 7.       |
| 2008 | "Empty Room"             | 2.       |
| 2011 | "I'm in Love"            | 4.       |
| 2014 | "Undo"                   | 1.       |

### 2014-es Eurovíziós Dalfesztivál
2014. május 6-án, a dalfesztivál első elődöntőjében negyedikként lépett fel, innen második helyen jutott tovább a döntőbe. A május 10-i döntőben tizenharmadikként állt színpadra. A szavazás során 218 pontot szerzett, ami a harmadik helyet jelentette.

## Diszkográfia

### Stúdióalbumok
| Silvertoner                                                            | - Első stúdióalbum - Kiadás éve: 1996 - Kiadó: Maypole                                               | 55 |                |
| Min önskejul                                                           | - Első karácsonyi album - Kiadás éve: 1997 - Kiadó: Maypole, Mariann Grammofon                       | —  |                |
| Nära mej, nära dej                                                     | - Második stúdióalbum - Kiadás dátuma: 15 February 2006 - Kiadó: Lionheart                           | 12 |                |
| Stronger                                                               | - Harmadik stúdióalbum - Kiadás dátuma: 16 April 2008 - Kiadó: Lionheart                             | 1  | - SWE: Arany   |
| I'm in Love                                                            | - Negyedik stúdióalbum - Kiadás dátuma: 2 March 2011 - Kiadó: Lionheart                              | 3  |                |
| Vinternatten                                                           | - Második karácsonyi album - Kiadás dátuma: 21 November 2012 - Kiadó: Parlophone                     | 5  |                |
| Min jul                                                                | - Harmadik karácsonyi album - Kiadás dátuma: 4 November 2013 - Kiadó: Parlophone, Warner Music Group | —  | - SWE: Platina |
| 7                                                                      | - Ötödik stúdióalbum - Kiadás dátuma: 30 June 2014 - JKiadó: Parlophone, Warner Music Group          | 1  |                |
| "—" Ezek az albumok a svéd Sverigetopplistan-n nem értek el helyezést. | |    |                |